# Michael Cox (kompositör)
Michael Cox, är en pianist, dirigent, kompositör och musikprofessor vid Sydvästra Baptistiska Teologiska Seminariums skola för kyrkomusik i Oklahoma. Han har komponerat mer än 160 publicerade verk.